# 劉蘅靜
劉蘅靜（1900年3月8日—1979年8月8日）。廣東省番禺縣人。民國37年（1948年）在南京市選區當選第一屆立法委員

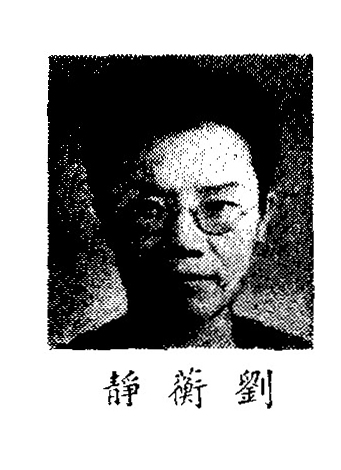
出席制憲國民大會代表時

## 生平[1][2]
- 北平國立女子師範大學畢業
- 美國哥倫比亞大學師範學院研究
- 中國國民黨中央監察委員
- 中央婦女運動委員會主任委員
- 江蘇省立南京女子中學校長
- 重慶私立鄉村建設學院教授
- 中央訓練團講師
- 國民參政會第一、二、三、四屆參政員
- 制憲國民大會代表兼主席團
- 行憲第一屆立法委員
- 民國68年8月8日病逝[3]